# 봉상부
봉상부(鳳翔府)는 당나라 시기 설치된 중국의 옛 행정구역으로 지금의 산시성 바오지시의 실질적인 전신이 되었다. 본래 수나라까지 부풍군으로 불리던 지역에 설치된 기주(岐州)였으나 757년(당 숙종 지덕 2년) 서경으로 승격되었다.

## 당
618년(당 고조 무덕 원년) 주현제때의 이름인 기주로 고쳤고 옹현, 진창현, 미현, 괵현, 기산현, 봉천현의 6개현을 속현으로 두었다. 위천현과 부주(鄜州)의 인유현(麟遊縣), 보윤현(普潤縣)의 3개현이 본주로 내속되었다. 634년(당 태종 정관 8년), 위천현을 부풍현으로 개명한 다음 괵현과 봉천현을 폐했다. 742년(당 현종 천보 원년)에 군현제를 실시하면서 부풍군으로 개명되었다. 초기에는 진창현을 봉상현이라고 했으나 보계현(寶鷄縣)으로 개명되었다. 757년 12월 서경 봉상부로 승격되면서 성도, 경조부, 하남부, 태원부와 함께 당나라 5경중 하나가 되었다.
| 현명   | 한자   | 대략적 위치                     | 비고 |
| ------ | ------ | ------------------------------- | --- |
| 천흥현 | 天興縣 | 바오지시 펑샹 현                | 본부의 치소가 있던 곳이다. 757년(지덕 2년), 당 숙종이 천흥현(天興縣)을 신설하고 옹현을 봉상현(鳳翔縣)으로 개명하고 치소를 공유했으나 762년(보응 원년), 봉상현을 천흥현에 통폐합했다. 현 서쪽 43리 거리에 걸복건귀가 쌓은 건귀고성(乾歸故城)이 존재했다. |
| 부풍현 | 扶風縣 | 바오지 시 푸펑현                | 620년(당 고조 무덕 3년), 기산현을 나눠 위천현(圍川縣)을 설치했고 621년(당 고조 무덕 4년) 직주로 이관되었다. 627년(당 태종 정관 원년) 직주가 폐지되면서 본부로 내속되었다. |
| 보계현 | 寶鷄縣 | 바오지 시                       | 757년 2월 15일 진창현에서 봉상현으로 개명되었다가 3일뒤에 보계현으로 개명되었다. |
| 기양현 | 岐陽縣 | 바오지 시 치산현 동 포촌진 일대 | 633년(당 태종 정관 7년) 부풍현과 기산현 사이에서 신설되었다. 647년(당 태종 정관 21년) 폐지되었다가 654년(영휘 5년) 복구되었다. |
| 기산현 | 岐山縣 | 바오지 시 치산 현               | 618년 장보(張堡)로 치소를 옮겼다. 625년(당 고조 무덕 7년) 치소를 용미성(龍尾城)으로 옮겼다. 634년, 치소를 저역(豬驛)남쪽으로 옮겼다가 바로 치산 현으로 옮겼고 괵현을 통폐합했다. |
| 미현   | 郿縣   | 바오지 시 메이현                | 617년 수당교체기에 현 경계에 미성군을 세우고 미현과 봉천현을 속현으로 삼았지만 618년 군을 폐지, 미현만 속현으로 가졌던 순주(郇州)를 설치했다. 620년, 순주를 폐지하고 직주에 소속되었다가 624년, 기주로 이관되었다. |
| 인유현 | 麟游縣 | 바오지 시 린유현                | 617년, 인수궁(仁壽宮)에 봉서군(鳳棲郡)과 본현을 설치했다. 봉서군은 인유현, 상의현, 보윤현을 속현으로 두었는데, 618년, 군명을 인유군으로 개명하고 영태현(靈台縣)과 안정군의 순고현(鶉觚縣)을 본주로 내속시켰다. 당나라 건국이후 인유군은 인주(麟州)로 개명했다. 627년, 영태현을 인유현에 통폐합시켰고 인주를 폐지하고, 보윤현과 인유현은 기주에, 상의현은 옹주로 내속시켰으며 순고현은 경주(涇州)로 내속시켰다. 당태종은 인수궁을 구성궁(九城宮)으로 개명했다. |
| 보윤현 | 寶潤縣 | 바오지 시 펑샹 현 북부          | 인주에 속했으나 627년 본주로 내속되었다. |
| 괵현   | 虢縣   | 바오지 시 천창구                | 634년, 기산현에 통폐합되었다가 691년(무주 천수 2년) 복구되었다. |

## 송
진봉로에 소속되었다. 차급부로 군명은 당나라와 같은 부풍군이었다. 민정은 봉상군절도(鳳翔軍節度)가 맡았다. 순화연간에 숭신현이 의주(儀州)로 분리되었으나 1072년(북송 신종 희녕 5년) 건주를 폐지하고 호치현(好畤縣)을 본부로 내속시켰다. 1118년(북송 휘종 정화 8년) 호치현을 영흥군로의 예주로 옮겼다. 숭녕연간에는 143,374호 322,378명을 거느렸다. 밀랍으로 만든 초, 개암, 돗자리를 공납으로 바쳤다. 9개속현을 관할했다.
| 현명   | 한자   | 대략적 위치            | 현급 | 비고                                                    |
| ------ | ------ | ---------------------- | ---- | ------------------------------------------------------- |
| 천흥현 | 天興縣 | 바오지시 펑샹 현       | 次赤 |                                                         |
| 기산현 | 岐山縣 | 바오지 시 치산 현      | 次畿 |                                                         |
| 부풍현 | 扶風縣 | 바오지 시 푸펑현       | 次畿 |                                                         |
| 주질현 | 盩厔縣 | 시안시 저우즈현        | 次畿 | 1107년(북송 휘종 대관 원년) 청평진이 군으로 분리되었다. |
| 미현   | 郿縣   | 바오지 시 메이현       | 次畿 | 철야무(鐵冶務)가 있다.                                  |
| 보계현 | 寶鷄縣 | 바오지 시              | 次畿 |                                                         |
| 괵현   | 虢縣   | 바오지 시 천창구       | 次畿 |                                                         |
| 인유현 | 麟游縣 | 바오지 시 린유현       | 次畿 |                                                         |
| 보윤현 | 寶潤縣 | 바오지 시 펑샹 현 북부 | 次畿 |                                                         |
| 사죽감 | 司竹監 |                        |      |                                                         |

## 금
봉상로에 속했다. 중급부로 1142년(금 휘종 황통 2년) 부로 고치고 천흥군으로 고쳤다. 1179년(금 세종 대정 19년)군명을 봉상군으로 복구했다. 1187년(금 세종 대정 27년)총관부로 승격되었다. 궁궁이(芎藭)、독활(獨活)、등초(燈草)、무심초(無心草)、승마(升麻)、진교(秦艽)、골쇄보(骨碎補)、강활(羌活)이 생산되었다. 63,303호를 거느렸고 9현 4진을 두어었다.
| 현명   | 한자   | 대략적 위치            | 비고 |
| ------ | ------ | ---------------------- | --- |
| 봉상의 | 鳳翔倚 | 바오지시 펑샹 현       | 두양산(杜陽山), 오악(吳岳), 옹수(雍水)가 있었다. 1179년 천흥현에서 개명되었다.                                                                      |
| 보계현 | 寶鷄縣 | 바오지 시              | 진창산(陳倉山), 위수(渭水), 대산관(大散關)이 있었다. 무성진(武城鎭)이 있었다.                                                                       |
| 괵현   | 虢縣   | 바오지 시 천창구       | 초산(楚山), 위수가 있었다. 양평진(陽平鎭)이 있었다.                                                                                                 |
| 미현   | 郿縣   | 바오지 시 메이현       | 태백산(太白山)과 위수가 있었다. |
| 주질현 | 盩厔縣 | 시안시 저우즈현        | 남으로 순마도(巡馬道)까지 20리이다. 1216년(금 선종 정우 4년) 항주(恆州)로 독립하여 미현을 속현으로 두었다. 종남산(終南山), 위수, 욕곡(浴穀)이 있다. |
| 부풍현 | 扶風縣 | 바오지 시 푸펑현       | 점령초에 부흥현(扶興縣)으로 칭했다. 위수, 위수(湋水), 기양진(岐陽鎭)이 있었다.                                                                      |
| 기산현 | 岐山縣 | 바오지 시 치산 현      | 기산(岐山), 종남산, 위수, 강주(姜水), 마적진(馬跡鎭)이 있었다.                                                                                      |
| 보윤현 | 寶潤縣 | 바오지 시 펑샹 현 북부 | 두수(杜水), 칠수(漆水), 기산이 있었다. |
| 인유현 | 麟游縣 | 바오지 시 린유현       | 오장산(五將山)과 유토산(黝土山)이 있었다. |

1. ↑  《구당서》38권 지 제18 지리지 1 관내도 봉상부
2. ↑  《원화군현도지》 2권 관내도 봉상부
3. ↑  《송사》87권 지 제40 지리지 3 진봉로 봉상부
4. ↑  《금사》26권 지 제7 지리지 下 봉상로 봉상부